# Hov1 (album)
Hov1 è il primo album in studio della boy band svedese omonima, pubblicato il 28 aprile 2017 dalla Universal Music Sweden.

## Tracce
Download digitale
1. Mandy Moore – 3:29
2. Hov1 – 3:26
3. Gråzon – 3:57
4. Channel Orange – 3:47
5. Hjärtslag – 3:31
6. Runaway Bride – 2:23
7. Gift – 3:12
8. Sex – 3:09
9. Damn – 4:39

## Classifiche
| Classifica (2017) | Posizione massima |
| ----------------- | ----------------- |
| Svezia            | 1                 |